# Time After Time (álbum)
Time After Time é o álbum de estreia do cantor estadunidense Timmy T, lançado em 20 de junho de 1990 pela gravadora Quality Records. 
Desse álbum saíram seis singles, sendo o terceiro, "One More Try", o single que conseguiu maior sucesso, alcançando o primeiro lugar na Billboard Hot 100 e entrando na parada musical de mais de cinco países, incluindo Alemanha, Países Baixos, Suécia, entre outros. Os singles "Over and Over", "Time After Time" e "What Will I Do" conseguiram moderado sucesso na Billboard Hot 100.
"Please Don't Go" é um cover da canção originalmente de KC and the Sunshine Band.

## Recepção da crítica
| Críticas profissionais | Críticas profissionais |
| Avaliações da crítica  | Avaliações da crítica  |
| Fonte                  | Avaliação              |
| ---------------------- | ---------------------- |
| allmusic               | [ 1 ]                  |
| Entertainment Weekly   | (D)                    |

Jim Farber, do Entertainment Weekly, fez uma crítica negativa, destacando que "a música do Timmy é um synth-pop insignificante, pelo menos cinco anos desatualizada, com linhas de baixo de funk falsas, efeitos amadores e vocais desleixados." Josh Fuller, do Times Record News, afirmou que o álbum "é um desperdício atroz de dinheiro".

## Faixas
| N.º | Título                  | Duração |  |
| 1.  | "Time After Time"       | 3:53    |  |
| 2.  | "One More Try"          | 3:29    |  |
| 3.  | "My Exceptional Girl"   | 3:19    |  |
| 4.  | "What Will I Do"        | 4:07    |  |
| 5.  | "Too Young to Love You" | 2:41    |  |
| 6.  | "Paradise"              | 5:07    |  |
| 7.  | "Over and Over"         | 3:29    |  |
| 8.  | "You're the Only One"   | 4:04    |  |
| 9.  | "Please Don't Go"       | 3:18    |  |

Faixa Bônus - Edição do Japão
| N.º | Título                            | Duração |  |
| 10. | "One More Try" (Original Version) | 5:14    |  |

Faixas Bônus - Edição de 1991
| N.º | Título                        | Duração |  |
| 10. | "Over and Over" (Dance Remix) | 5:32    |  |
| 11. | "Paradise" (Jazz Remix)       | 6:45    |  |

## Desempenho nas paradas musicais
| Parada musical (1991)          | Melhor posição |
| ------------------------------ | -------------- |
| Canadá (RPM 100 Albums)        | 27             |
| Estados Unidos (Billboard 200) | 46             |
| Japão (Oricon)                 | 73             |
| Suécia (Sverigetopplistan)     | 48             |